# 5'-Nucleotidasa
La 5'-nucleotidasa (EC 3.1.3.5), es una enzima que cataliza la siguiente reacción química:
Por lo tanto los dos sustratos de esta enzima son un 5'-ribonucleótido y agua, mientras que sus dos productos son un ribonucleósido y fosfato.

## Clasificación
Esta enzima pertenece a la familia de las hidrolasas, más concretamente a aquellas hidrolasas que actúan sobre enlaces tipo éster, y dentro de estas específicamente a aquellas hidrolasas que actúan sobre monoésteres fosfóricos.

## Nomenclatura
El nombre sistemático de esta clase de enzimas es 5'-ribonucleótido fosfohidrolasa; el nombre aceptado de uso más común es 5'-nucleotidasa (5'NU). Otros nombres por los cuales se la conoce son 5'-AMP nucleotidasa; 5'-AMPasa; 5'-adenilic fosfatasa; 5'-mononucleotidasa; AMP fosfatasa; AMP fosfohidrolasa; AMPasa; IMP 5'-nucleotidasa; UMPasa; adenosina 5'-fosfatasa; adenosina monofosfatasa; 5'-nucleotidasa de veneno de serpiente; timidina monofosfato nucleotidasa y uridina 5'-nucleotidasa.

## Papel biológico
Esta enzima es una fosfomonoesterasa alcalina que hidroliza específicamente los nucleótidos con un radical fosfato unido en la posición 5' de pentosas; un ejemplo típico es el monofosfato de adenosina. Al igual que la fosfatasa alcalina, leucinaminopeptidasa y gamma glutamil transpeptidasa; la 5'NU es una enzima asociada a los canalículos biliares. Se considera que es la enzima más específica y sensible para la detección de colestasis, con la excepción de algunas colestasis que afectan los canalículos biliares intrahepáticos. También aparece elevada en las hepatitis virales, cuando ya las transaminasas ALT y AST se han normalizado. También se han descrito aumentos significativos en el hígado de choque, en esteatosis, hígado de estasis venosa, cirrosis etílica, cirrosis biliar primaria, angiocolitis y colecistitis y también en tumores de la cabeza del páncreas. A diferencia de la fosfatasa alcalina, la 5'NU no se secreta en placenta y por lo tanto no se ve afectada por el embarazo, razón por la cual resulta de mucha utilidad en la detección de colestasis en el embarazo. Tampoco se ve afectada por inductores enzimáticos (medicamentos, alcohol) como le ocurre a la GGT; y además presenta valores normales en enfermedades óseas. Finalmente la 5'NU es un marcador muy específico de metástasis hepáticas a partir de tumores sólidos. Donde se demuestra una estrecha relación entre los niveles de 5'NU y el grado de invasión.
Esta enzima posee una amplia esfecificidad para 5'-nucleótidos